# Lorenzo Calzavarini
Lorenzo (Giuseppe) Calzavarini (Canaro-Rovigo, 1939-Cochabamba, 2012) fue un sociólogo italiano perteneciente a la Orden de los Frailes Menores de San Francisco. Al morir era Director del Centro Eclesial de Documentación, a cargo del Archivo y del Museo Franciscano en Tarija.

## Historia
Lorenzo Giuseppe Calzavarini Ghinello nació en corte Giglioletta a Canaro-Rovigo, Italia, en 1939. Ingresó a la Orden de San Francisco en 1964 y fue ordenado sacerdote en 1966. Obtuvo el Doctorado en Sociología en la universidad de Urbino en 1973, y ese mismo año logró que lo destinaran a Bolivia. Luego de una breve temporada en Potosí se trasladó a Cochabamba donde ejerció la docencia en la Universidad Mayor de San Simón por veinte años. Fue investigador del IESE y fundador del Instituto de Investigaciones de Humanidades. 
En 1980 la Editorial Los Amigos del Libro publicó "Nación Chiriguana, Grandeza y Ocaso", uno de los estudios más profundos del mundo chiriguano. 
Celebró sus bodas de plata franciscanas con el libro "Los Franciscanos en la Hora de Bolivia", un ensayo histórico de la presencia franciscana en Bolivia con un fuerte componente autobiográfico. 
En 1993 se trasladó a Tarija, donde trabajó incansablemente en la recuperación del Archivo del Convento Franciscano y en la creación del Museo adjunto al mismo. Desde allá publicó sus estudios antropológicos sobre la fiesta popular en Bolivia con el título "Teología Narrativa", publicó una edición crítica de documentos del archivo tarijeño que cubren de 1606 a 1936. También editó, con estudios previos, los informes y colecciones fotográficas del padre Doroteo Gianecchini, un observador fundamental del Chaco. 
Murió el 9 de febrero de 2012 en Cochabamba, víctima de una rara enfermedad (amiloidosis primaria). Sus restos fueron trasladados a Tarija, donde fueron sepultados.